# Ruben Houkes
Ruben Houkes   (Schagen, 8 de juny de 1979) és un judoka neerlandès, ja retirat, guanyador d'una medalla olímpica.
El 2008 va prendre part en els Jocs Olímpics d'Estiu, on guanyà la medalla de bronze en la competició del pes extra lleuger del programa de judo.
En el seu palmarès també destaquen una medalla d'or en el Campionat del Món de judo de 2007, i tres medalles en el Campionat d'Europa de judo, una de plata i dues de bronze, entre les edicions del 2006 i 2008.